# Município de Washington (condado de Holmes, Ohio)
O município de Washington (em inglês: Washington Township) é um município localizado no condado de Holmes no estado estadounidense de Ohio. No ano de 2010 tinha uma população de 1.624 habitantes e uma densidade populacional de 20,94 pessoas por km².

## Geografia
O município de Washington encontra-se localizado nas coordenadas 40° 37′ 39″ N, 82° 09′ 49″ O. Segundo a Departamento do Censo dos Estados Unidos, o município tem uma superfície total de 77.55 km², da qual 76,5 km² correspondem a terra firme e (1,36 %) 1,05 km² é água.

## Demografia
Segundo o censo de 2010, tinha 1.624 habitantes residindo no município de Washington. A densidade populacional era de 20,94 hab./km². Dos 1.624 habitantes, o município de Washington estava composto pelo 98,58 % brancos, o 0,06 % eram afroamericanos, o 0,25 % eram amerindios, o 0,25 % eram asiáticos, o 0,18 % eram de outras raças e o 0,68 % eram de uma mistura de raças. Do total da população o 0,86 % eram hispanos ou latinos de qualquer raça.